# ریکاردو دی روسی
ریکاردو دی روسی (انگلیسی: Riccardo Dei Rossi؛ زادهٔ ۶ فوریهٔ ۱۹۶۹) قایقران روئینگ اهل ایتالیا است.